# Debreceni toronyház
A debreceni toronyház huszonkét szintes magasház a Petőfi téren. A földszinten irodák és üzletek, míg a fölötte levő összes többi szinten összesen 209 lakás található, amikben megközelítőleg 800 ember él. Hajdú-Bihar vármegye legmagasabb épülete, valamint az egész ország második legmagasabb lakóháza. Csak a szolnoki toronyház előzi meg.

## Története
Az 1960-as évek végén, 1970-es évek elején Heim Ernő javaslatára kezdtek el főleg Budapesten toronyházakat építeni a városképileg hangsúlyos helyekre, „megjelölve” ezeket a pontokat. Ezen koncepció mentén született meg a debreceni toronyház mellett még számos más épület is, mint például a Semmelweis Egyetem Elméleti Tömbje a budapesti Nagyvárad téren, vagy a debrecenihez nem csak méretében és stílusában, de elhelyezkedésében is hasonló szolnoki toronyház.

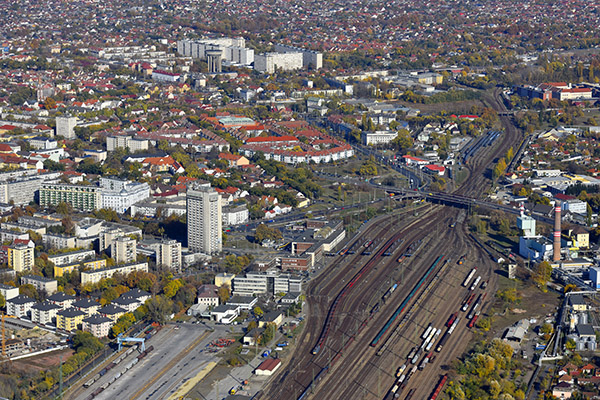
Debrecen madártávlatból. A toronyház látványosan kitűnik a többi épület közül

A debreceni épület helyét a fenti koncepció mentén jelölték ki a város tömegközlekedésének egyik, ha nem a legmeghatározóbb pontján, a Petőfi téren, ott is a lehető legközelebb a Nagyállomás bejáratához és egyben a villamosok végállomásához. 
Az épületet Boruzs Bernát és Szabó János, a Debreceni Tervező Vállalat építészei tervezték. 1970-ben kezdődtek a földmunkák és 1973-ban adták át a lakóknak a korra jellemző módon főként panel elemekből készült építményt. Főleg egy, illetve másfél szobás lakásokat alakítottak ki benne, amik szintén a korra jellemző módon az egész épületben teljesen azonos alaprajzúak és szintenként 11 darab van belőlük. Ezt az egyformaságot a legfelső emeleten belső kétszintes lakásokkal törték meg. Az épületben négy felvonó működik és a hasonló jellegű házakhoz képest merőben szokatlan módon állandó portaszolgálattal van ellátva.
A lakószintek fölött van még két emelet, ahol magas falakkal körülvett teraszokon áll számos távközlési és egyéb antenna, valamint a ház gépészetének egy része is.
Az épület az 1973-as átadása óta szinte csak állagmegóvási munkákat látott. 2017-ben felmerült turisztikai célú hasznosítása is, aminek keretében azt vizsgálták, hogy a tetőn ki tudnának-e alakítani egy panorámakávézót, ahova a ház oldalához erősített panorámalift vinne fel. A koncepcióra pénzt is kapott a város ám az ötlet azóta is csupán elképzelés maradt.